# Герб Редкино (Тверская область)
Герб муниципального образования посёлок Ре́дкино Конаковского района Тверской области Российской Федерации — опознавательно-правовой знак, служащий официальным символом муниципального образования.
Герб утверждён Решение Совета депутатов посёлка Редкино № 335 от 8 сентября 2011 года
2 ноября 2011 года герб был внесён в Государственный геральдический регистр Российской Федерации под регистрационным номером 7203..

## Описание герба
«В червлёном поле, с голубой оконечностью обременённой тремя серебряными восьмиконечными звёздами и завершённой узким поясом, скомпонованным из черных и серебряных частей; выходящее золотое солнце (без изображения лица)».
Герб посёлка Редкино в соответствии с Методическими рекомендациями по разработке и использованию официальных символов муниципальных образований (Раздел 2, Глава VIII, п.п. 45-46), утверждёнными Геральдическим советом при Президенте Российской Федерации 28.06.2006 года может воспроизводиться со статусной короной установленного образца.

## Обоснование символики
Первые письменные упоминания о Редкино относятся к XVI столетию. Долгое время Редкино было одной из небольших деревень стоящих в стороне от Московского тракта. Ситуация изменилась со строительством в середине XIX века Николаевской железной дороги и основанием у деревни полустанка. Важная роль железной дороги отражена в гербе поясом, составленным из черных и серебряных частей, традиционным символическим отображением железнодорожных путей.
К началу XX века здесь ведутся активные торфоразработки и строится казённый торфококсовальный завод. Заложенная производственная база послужила основой для активного роста химической индустрии. Со временем производство развивалось и Редкинский торфокомбинат в 1957 году становится Опытным заводом химической промышленности. Достижения редкинских химиков нашли своё применение на производствах России и за рубежом. Герб языком символов и аллегорий отражает градообразующую отрасль посёлка Редкино.
Солнце в сочетании с красным полем символизирует обновление, перерождение и является аллегорией химических процессов, в которых одно вещество преобразуется в другое. Эту символику дополняет само построение гербового поля, где голубая часть с серебряными звёздами переходит в красное поле с восходящим золотым солнцем.
Звезды как символ первоначальной энергии дающей жизнь образно показывают незыблемую связь природы и деятельности человека. Звезды — символ обращения материи и энергии, аллегория химической промышленности.
Звезда — традиционный символ путеводности, целеустремленности и достижения цели.
Восходящее солнце также отражает посёлок Редкино как молодое, развивающееся муниципальное образование.
Золото — символ уважения и интеллекта, богатства и стабильности, энергии.
Серебро — символ чистоты, совершенства, мира и взаимопонимания.
Красный цвет цвет — символ мужества, силы, труда, красоты и праздника.
Голубой цвет — символ чести, благородства, духовности.
Чёрный цвет — символ мудрости, скромности, богатства недр.

## История герба
В 2004 году выпускались сувенирные значки с геральдической эмблемой Редкино, одна из которых стала прообразом ныне действующего герба. Эмблема представляла собой щит с лазоревой окаймлённой серебром волнистой оконечностью черно-серебряной составной перевязью слева скошен на червлёное и зелёное поля. В верхней части щита золотая реторта, в нижней — три серебряные восьмилучевые звезды.
Ныне действующий герб посёлка был составлен при содействии Союза геральдистов России.
Авторская группа создания герба: идея герба — Александр Шпунтов (Тверь); геральдическая доработка — Константин Моченов (Химки); художник и компьютерный дизайн — Оксана Афанасьева (Москва); обоснование символики — Кирилл Переходенко (Конаково).